# Pendleton Murrah
Pendleton Murrah (1826, Alabama - 4 de agosto de 1865, Monterrey, México) foi 10º governador do Texas, de 5 de novembro de 1863 a 17 de junho de 1865.